# Yuanansuchus
Yuanansuchus é um extinto gênero da classe dos anfíbios. Os fósseis foram encontrados a partir da formação Xinlingzhen em Yuan'an County, Hubei, China e na fase Anisian do Triássico Médio.